# Orazio Alfani
Orazio Alfani, auch Orazio di Domenico (* um 1510 in Perugia; † im Dezember 1583 in Rom), war ein italienischer Architekt und Maler des Manierismus in Umbrien und auf Sizilien.

## Leben
Orazio war der uneheliche Sohn des Perugino-Schülers Domenico Alfani, von dem er auch ausgebildet wurde. Als früheste selbständige Arbeit schuf er 1530 in Perugia für die Cappella di San Giacomo der S. Fiorenzo  Fresken, die verloren gegangen sind.
Von 1539 bis 1544 war er in Trapani und in Palermo, wo er das Bürgerrecht erhielt. In einem Vertrag vom 23. Mai 1539 verpflichtete er sich, gemeinsam mit dem Maler Francesco Martorana eine hölzerne Custodia zu bemalen. Es folgte der Auftrag, den Marmorbogen von Antonello Gagini in der Chiesa Annunciata zu Trapani zu bemalen und zu vergolden.
Ab 1541 war er gemeinsam mit Martorana sowie den Bildhauern Fazio Gagini und Scipione Casella  mit Stuckdekorationen in der Tribuna des Domes von Palermo beschäftigt. Am 9. Juli 1541 schloss er einen Vertrag mit Benedetto Rau, um in dessen Palast in Palermo Historienbilder zu malen.
1545 war er wieder in Perugia, wo er in die Malerzunft aufgenommen wurde und fortan häufiger mit dem Vater zusammenarbeitete. 1548 malte er für die Universitätskirche von Perugia eine „Auferstehung Christi“. Nach dem Tod des Vaters übernahm er dessen Werkstatt und erhielt zahlreiche Aufträge für Tafelbilder und Fresken. 1573 gründete er in Perugia gemeinsam mit dem Architekten Raffaello Sozi die Accademia del Disegno, eine gut besuchte Zeichenschule, die heute den Namen „Accademia di Belle Arti Pietro Vannucci“ trägt.
Um 1576 wurde er zum Stadtbaumeister von Perugia ernannt. Orazio starb 1583 in Rom. Sein Sohn Domenico di Orazio Alfani (dok. 1574–1585) übernahm als Universalerbe die väterliche Werkstatt.
Orazio Alfanis Malerei ist beeinflusst durch die Manieristen Rosso Fiorentino und Raffaellino del Colle. Sein wichtigster Schüler auf Sizilien war der Maler, Bildhauer und Stuckateur Antonio Ferraro.

## Werke
- Galleria Nazionale dell’Umbria (Perugina): Tafelbilder “Heilige Familie” “Ruhe auf der Flucht nach Ägypten”, 1550–1555 ca. aus dem Collegio dei Gesuiti (Perugia)
- Cattedrale di San Lorenzo (Perugia) Tafelbild “Martyrium des S. Sebastian” und
- Sant’Agostino (Perugia): Tafelbild
- Louvre (Paris): Tafelbilder „Mystische Vermählung der hl. Katharina“ (1549)[1] und „Heimsuchung“ (1514–16)[2]
- Uffizien (Florenz): Tafelbild “Heilige Familie”
- Santuario della Madonna di Mongiovino (Panicale): Tafelbild
- Chiesa Madonna delle Lacrime (Trevi): Fresken in der Cappella della Risurrezione (1530)